# سیارک ۷۷۶

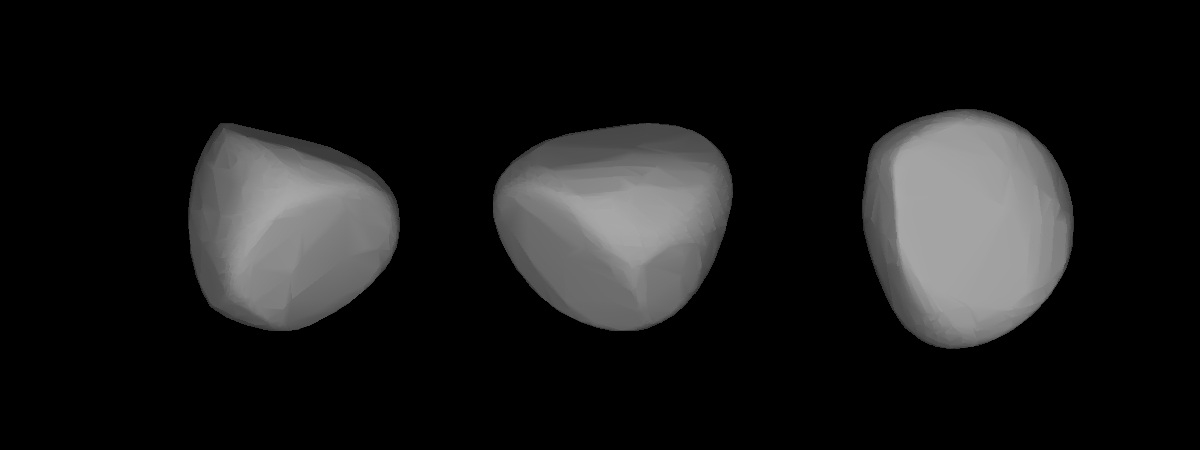
مدل سه‌بُعدی سیارک ۷۷۶ بر طبق منحنی نور آن

سیارک ۷۷۶ (به انگلیسی: 776 Berbericia، نامگذاری:1914TY) هفتصد و هفتاد و ششمین سیارک کشف شده‌است که در ۲۴ ژانویه ۱۹۱۴ و در هایدلبرگ کشف شد.
قدر مطلق سیارک برابر ۷٫۶۸ است.